# عنز (الدوادمي)

## عنز، هيقريةمن فئة (أ) تقع فيمحافظة الدوادمي، والتابعةلمنطقة الرياضفيالسعودية. وتبعد عنز عن محافظة الدوادمي بمسافة تقارب (120) كم.[1]

### نشأتها:
عمرها عمر بن ربيعان شيخ الروقة من عتيبه وجماعته.

### الجغرافيا:
يحف بها أسفل وادي الرشا من الغرب وفي جانبها الشرقي سهل مستوٍ تربته طينية وقد أقيمت فيه زراعة ويمتد طولها من الشمال إلى الجنوب إلى 35 كيلومتر تقريبًا ومن الشرق إلى الغرب إلى حوالي 10 كيلومترات.

### سبب التسمية:
يعود سبب تسميتها حسب ما تواتر من قول أهلها إلى كثرة حيوان الظبي فيها في الزمن الغابر، و يطلق على الظبي "عنز" في اللغة كما قال ابن منظور: العَنْزُ: الماعِزَةُ، وهي الأُنثى من المِعْزَى والأَوْعالِ والظِّباءِ ومنه جاءت التسمية.

### أقدم ذكر لها:
قد ذكرها الشاعر الأموي الراعي النميري في القرن الأول من الهجرة تقريبًا وهو أقدم ذكر لها وُقِفَ عليه.
عَهِــدنــا الجِـيـادَ الجُـردِ كُـلَّ عَـشِـيَّةٍ
يُـشـارُ بِهـا وَالمَـجـلِسَ المُـتَـبـاهِـيـا
وَضَــــربَ نِــــســــاءٍ لَو رَآهُـــنَّ راهُـــبٌ
لَهُ ظُـــلَّةٌ فـــي قُـــلَّةٍ ظَـــلَّ رانِـــيـــا
جَـــوامِـــعَ أُنـــسٍ فـــي حَــيــاءٍ وَعِــفَّةٍ
يَـصِـدنَ الفَـتـى وَالأَشـمَـطَ المُتَناهِيا
بِــأَعــلامِ مَــركــوزٍ فَــعَــنز فَــغُــرَّبٍ
مَـغـانِـيَ أُمِّ الوَبـرِ إِذ هِـيَ مـا هِـيـا